# Black Friday

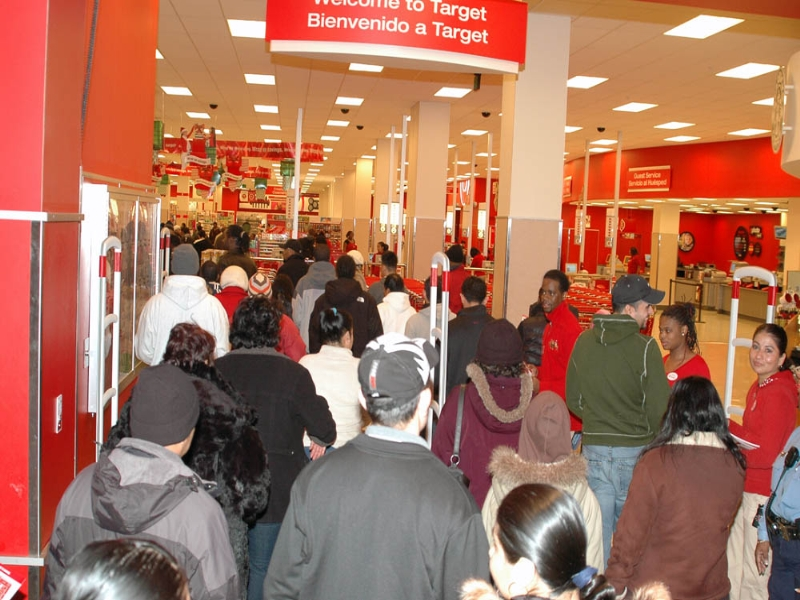
Black Friday într-un magazin Target din SUA

Black Friday (din engleză Vinerea Neagră) este denumirea informală a zilei care urmează după Ziua Recunoștinței în Statele Unite, și care deschide sezonul de cumpărături de Crăciun.
Termenul «Black Friday» a apărut pentru prima dată în Philadelphia și a însemnat blocaje grele de trafic vineri, după Ziua Recunoștinței . Interpretarea modernă a acestui termen în limba engleză este mai pozitivă - este asociată cu idiomul «în negru» (adică «echilibrul pozitiv», spre deosebire de «în roșu»), ceea ce înseamnă că mulți vânzători «vor fi în creștere» în această zi.
Deoarece Ziua Recunoștinței este a patra zi de joi din noiembrie, Black Friday este în ziua de vineri de după ea, și are loc în fiecare an între 23 și 29 noiembrie. 
Black Friday este cea mai aglomerată zi de cumpărături din Statele Unite.
În anul 2009, numărul cumpărătorilor a fost de 134 de milioane de persoane, care au cheltuit în total 10,69 de miliarde de dolari

## Black Friday în România
Vânzările din 12 noiembrie 2021 sunt peste cele din 2020 ale aceleiași zile, având o creștere de 5,2% a numărului de vânzări și o valoare a acestora cu 14,1% mai mare față de 2020. Din ofertele eMAG și ale celor 8300 de vânzători din magazinul online, clienții au comandat în acest an peste 2.2 milioane de produse din toate categoriile, în creștere cu aproape 27% comparativ cu anul anterior, valoarea comenzilor a urcat cu 24 de milioane de lei față de anul 2020, până la 609 milioane de lei.
În anul 2022, la cea de-a 12-a ediție a Black Friday la eMAG, clienții au comandat produse cu o valoare totală de peste 644 de milioane de lei, reprezentând peste 2,2 milioane de produse.
| An   | Milioane lei |
| ---- | ------------ |
| 2019 | 499          |
| 2020 | 585,7        |
| 2021 | 609          |
| 2022 | 644          |
| 2023 | 730,9        |
| 2024 | 896          |